# Фликсбъс
Фликсбъс (на немски: FlixBus, стилизирано „FLiXBUS“) е немска компания, която предлага междуградски автобусни превози в Европа. Стартирала през 2013 г. след раздържавяването на германския автобусен пазар, Фликсбъс се стреми да създаде алтернатива на споделеното пътуване и на Дойче Бан, немските държавни железници. През 2015 г., след сливането с конкурентната стартъп компания Майнфернбус, Фликсбъс контролира 71% от германския пазар (измерено в километри, изминати от автобусите на компанията).
Фликсбъс се разширява бързо в цяла Европа. Сред инвеститорите на компанията са Дженеръл Атлантик, Холцбринк и Силвър Лейк Партнърс.
В началото на 2018 г. компанията обявява, че възнамерява да разшири дейността си и на територията на България. Първите ѝ линии ще свързват София с Будапеща, Виена и Букурещ, изпълнявани ежедневно от 22 март.